# Apeadeiro de Aroeira
O Apeadeiro de Aroeira é uma interface encerrada da Linha do Algarve, que servia as zonas de Altura e da Aroeira, no concelho de Castro Marim, em Portugal.

## Descrição

### Localização e acessos
Este interface dista do centro de Altura 3,2 km (desnível acumulado de +16−36 m).

### Caraterização física
O abrigo de plataforma situa-se do lado norte da via (lado esquerdo do sentido ascendente, para Vila Real de Santo António).

## História
Este apeadeiro situa-se no lanço da Linha do Algarve entre Tavira e Vila Real de Santo António, que entrou ao serviço em 14 de Abril de 1906, pela divisão do Sul e Sueste dos Caminhos de Ferro do Estado. O apeadeiro de Aroeira não fazia parte do elenco original de interfaces, tendo sido criado posteriormente.
Em 11 de Maio de 1927, a Companhia dos Caminhos de Ferro Portugueses passou a explorar a antiga rede do Sul e Sueste dos Caminhos de Ferro do Estado. Em 1 de Novembro de 1954, a Companhia dos Caminhos de Ferro Portugueses iniciou os serviços de automotoras entre Lagos e Vila Real de Santo António, que também serviram a gare de Aroeira.

Este apeadeiro foi suprimido em 2014.